# Universität Ulm
Die Universität Ulm wurde 1967 als „Medizinisch-Naturwissenschaftliche Hochschule Ulm“ gegründet und ist die jüngste staatliche Universität in Baden-Württemberg. Die Universität hatte zum Wintersemester 2022/23 rund 10.300 Studierende. Im Zuge der Internationalität bietet sie für all ihre Studierenden eine Sprachausbildung (UNIcert) mit verschiedenen Sprachen und Fachrichtungen. Bekannt ist die Universität durch die enge Zusammenarbeit mit Unternehmen, die sich um die Universität in einer Wissenschaftsstadt ansiedeln.

## Geschichte

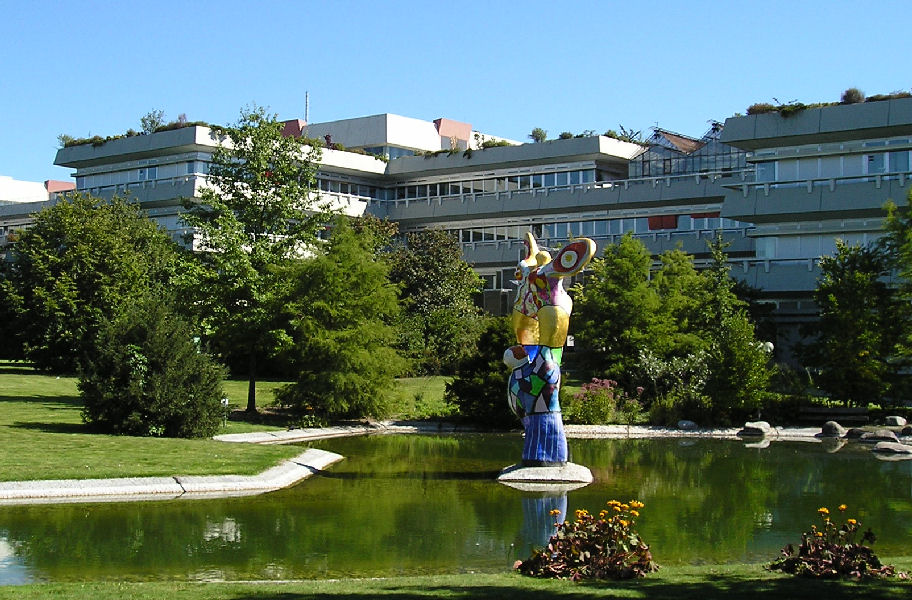
Universität Ulm: Niki de Saint Phalle Der Dichter und seine Muse (1978)

Nachdem der Wissenschaftsrat 1959 die Gründung neuer Hochschulen in der Bundesrepublik Deutschland gefordert hatte, wurde am 8. Juni 1960 der „Arbeitskreis Universität Ulm“ gegründet. Nachdem das Kultusministerium 1962 eine Medizinische Akademie für Ulm vorsah, bemühte sich der Arbeitskreis um die Erweiterung zu einer Medizinisch-Naturwissenschaftlichen Hochschule. Der Gründungsausschuss für die Hochschule unter Vorsitz von Ludwig Heilmeyer wurde am 21. März 1964 eingesetzt. Am 25. Februar 1967 fand die offizielle Gründungsfeier der Medizinisch-Naturwissenschaftlichen Hochschule Ulm statt. Im Dezember 1967 wurde der Hochschule durch die Landesregierung Baden-Württemberg die Bezeichnung Universität Ulm (Medizinisch-Naturwissenschaftliche Hochschule) verliehen: Sie erhielt dadurch Namen und Rang einer Universität.

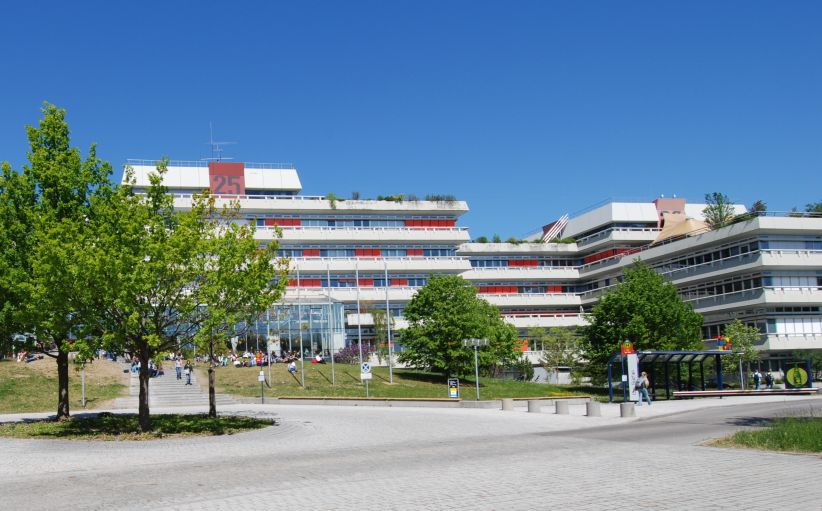
Universität Ulm, Hauptgebäude von Süden

Am 14. Juli 1969 wurde der Grundstein für die Neubauten auf dem Oberen Eselsberg gelegt. Schrittweise wurde der Lehrbetrieb aufgenommen: Im WS 1969/70 begann man in den Fächern vorklinische Medizin und Physik. Es folgten im WS 1970/71 Mathematik, im WS 1971/72 Chemie, im SS 1972 klinische Medizin, im WS 1973/74 Biologie, im WS 1977/78 Wirtschaftsmathematik, im WS 1982/83 Zahnmedizin. Nach Befürwortung der Ausbaupläne der Landesregierung durch den Wissenschaftsrat startete im WS 1989/90 der Lehrbetrieb in den Fächern Elektrotechnik und Informatik. Zugleich begann 1990 der Bau neuer Gebäude für die Ingenieurwissenschaften, der sogenannten Universität West. Die Architektur plante Otto Steidle, die Landschaftsarchitektur übernahm das Büro Latz + Partner, und die Farbgestaltung stammte von Erich Wiesner. Im WS 1998/99 folgte Wirtschaftsphysik, im WS 1999/2000 Wirtschaftswissenschaften und im WS 2000/2001 Wirtschaftschemie.
In den Jahren 2014 und 2015 erhielt die Universität Ulm im Ranking THE 100 Under 50 des britischen Magazins Times Higher Education den Titel als beste junge Universität Deutschlands. Weltweit lag sie unter 100 Universitäten, die vor weniger als 50 Jahren gegründet wurde, auf dem 15. Rang. Im World University Ranking, das 2016 unter der Federführung der University of Oxford veröffentlicht wurde, erreichte die Universität Ulm weltweit den 135. Platz, unter den 108 deutschen Universitäten lag sie auf Rang 13.

## Forschungsschwerpunkte
Forschungsschwerpunkte sind:
- Traumaforschung: physische und psychische Traumen verstehen, behandeln und vermeiden, das Arbeitsgebiet gliedert sich in die medizinische Traumaforschung[8] und die Psychotraumatologie[9]
- Alternsforschung und altersbedingte Krankheiten: Erforschung der molekularen Mechanismen degenerativer Alterungsprozesse sowie der Entstehung von „altersbedingten“ Erkrankungen[10]
- Quantenwissenschaft und -technologie: Untersuchung quantenphysikalischer Phänomene in Theorie und Experiment[11][12]
- Energiespeicherung und -wandlung: Entwicklung neuartiger und umweltfreundlicher Batterien und Brennstoffzellen[13]
- Mensch-Maschine-Interaktion: Entwicklung intelligenter, nutzerfreundlicher technischer Systeme, so genannter Companions, durch eine interdisziplinäre Forschergruppe aus Ingenieuren, Informatikern und Psychologen[14]
- Finanzdienstleistungen und ihre mathematische Methodik: Untersuchung und Entwicklung komplexer Methoden und Werkzeuge zur Kontrolle und Steuerung der Finanzmärkte und Finanzinstitutionen nach marktwirtschaftlichen Grundprinzipien[15]

Im Rahmen der Exzellenzstrategie des Bundes und der Länder (Exzellenzinitiative) wurde 2007 in der Förderlinie „Graduiertenschulen“ die Internationale Graduiertenschule für Molekulare Medizin Ulm (IGradU) gefördert. 2018 wurde in der Förderlinie „Exzellenzcluster“ das gemeinsame Forschungsvorhaben „Energiespeicherung jenseits von Lithium – neue Speicherkonzepte für eine nachhaltige Zukunft“ der Universität Ulm und des Karlsruher Institut für Technologie (KIT) von 2019 bis 2025 zur Förderung ausgewählt. Dieses Cluster wurde im Mai 2025 bis 2032 verlängert.
An der Universität Ulm sind Standorte des Deutschen Zentrums für Neurodegenerative Erkrankungen (DZNE), des Deutschen Zentrums für Kinder- und Jugendgesundheit (DZKJ), sowie – gemeinsam mit Mannheim und Heidelberg – des Deutschen Zentrums für Psychische Gesundheit (DZPG) angesiedelt. Diese vom BMBF kompetitiv ausgeschriebenen und langfristig angelegten Deutschen Zentren der Gesundheitsforschung sollen durch Forschung Fortschritte bei der Bekämpfung wichtiger Volkskrankheiten erzielen.
| Nr.                | Name | Beginn    | Ende |
| ------------------ | --- | --------- | ---- |
| SFB 87             | Biosynthese | 1971      | 1985 |
| SFB 112            | Zellsystemphysiologie | 1973      | 1985 |
| SFB 129            | Psychotherapeutische Prozesse                                                                                            | 1980      | ?    |
| SFB 239            | Molekulare und kolloidale Organisation von Oligomeren und Polymeren                                                      | 1988      | 1998 |
| SFB 322            | Lympho-Hämopoese | 1986      | 1997 |
| SFB 451            | Läsion und Reparatur am kardiovaskulären System                                                                          | 1999      | 2008 |
| SFB 497            | Signale und Signalverarbeitung bei der zellulären Differenzierung                                                        | 2000      | 2011 |
| SFB 518            | Entzündung, Regeneration und Transformation im Pankreas                                                                  | 1998      | 2010 |
| SFB 569            | Hierarchische Strukturbildung und Funktion organisch-anorganischer Nanosysteme                                           | 2001      | 2012 |
| SFB/Transregio 21  | Quantenkontrolle in maßgeschneiderter Materie: Gemeinsame Perspektiven von mesoskopischen Systemen und Quantengasen      | 2005      | 2017 |
| SFB/Transregio 62  | Eine Companion-Technologie für kognitive technische Systeme                                                              | 2009      | 2016 |
| SFB 1074           | Experimentelle Modelle und Klinische Translation bei Leukämien                                                           | 2012      | 2024 |
| SFB 1149           | Gefahrenantwort, Störfaktoren und regeneratives Potential nach akutem Trauma                                             | seit 2014 |      |
| SFB 1279           | Nutzung des menschlichen Peptidoms für die Entwicklung neuer antimikrobieller und anti-Krebs Therapeutika                | seit 2017 |      |
| SFB/Transregio 234 | Lichtgetriebene molekulare Katalysatoren in hierarchisch strukturierten Materialien: Synthese und mechanistische Studien | seit 2018 |      |
| SFB 1506           | Alterung an Schnittstellen                                                                                               | seit 2022 |      |

## Internationalität

### International Office
Die Universität pflegt zahlreiche Beziehungen und Austauschprogramme mit Partneruniversitäten im europäischen und außereuropäischen Ausland. Das International Office berät und betreut ausländische Studierende und ist Kontaktstelle des Deutschen Akademischen Austauschdienstes (DAAD), der Fulbright-Kommission und des British Council. Zu den weiteren Aufgaben des International Office gehören:
- die Beratung der deutschen Studierenden, Graduierten und Promovierenden bei allen Fragen der Organisation des Auslandsstudiums
- die Information über Stipendienmöglichkeiten für das Auslandsstudium und entsprechende Austauschprogramme
- die Förderung der Einrichtung fachbezogener Hochschulkooperationsprogramme der Europäischen Union (Lifelong Learning Program/ERASMUS und TEMPUS)
- die Betreuung der internationalen Hochschulpartnerschaften und Austauschprogramme der Universität Ulm
- Beratung zum Studium für Geflüchtete

### German University in Cairo
Gemeinsam mit der Universität Stuttgart ist die Universität die Patenhochschule der German University in Cairo. An dieser Privatuniversität wurde im Oktober 2003 der Studienbetrieb nach deutschem Vorbild aufgenommen. In dem durch den Deutschen Akademischen Austauschdienst, das Bundesministerium für Bildung und Forschung, das Ministerium für Wissenschaft, Forschung und Kunst Baden-Württemberg und den Stifterverband für die Deutsche Wissenschaft geförderten Projekt wurden die Curricula an den deutschen Partnerhochschulen entwickelt und an die Gegebenheiten in Ägypten adaptiert. Ebenfalls wird die für die deutsche Hochschule typische Verknüpfung von Lehre und Forschung etabliert, was auch durch die paritätische Besetzung der Lehrenden aus Deutschland und Ägypten gefördert wird. Die Universität Ulm koordiniert hier u. a. die Bewerbungsverfahren.

### Internationale englischsprachige Masterstudiengänge
Die Universität bietet zwölf englischsprachige Master-Studiengänge an, die sich an deutsche und internationale Studierende richten: Advanced Materials, Biology, Biophysics, Chemical Engineering, Communication and Information Technology, Cognitive Systems, Energy Science and Technology, Finance, Master Online Advanced Oncology, Molecular Medicine, Molecular and Translational Neuroscience und Physics. Diese, überwiegend von internationalen Studierenden besuchten Studiengänge, tragen maßgeblich zur Internationalität der Universität bei, sind jedoch auch eine große Herausforderung im Bereich der Integration der internationalen Studierenden.

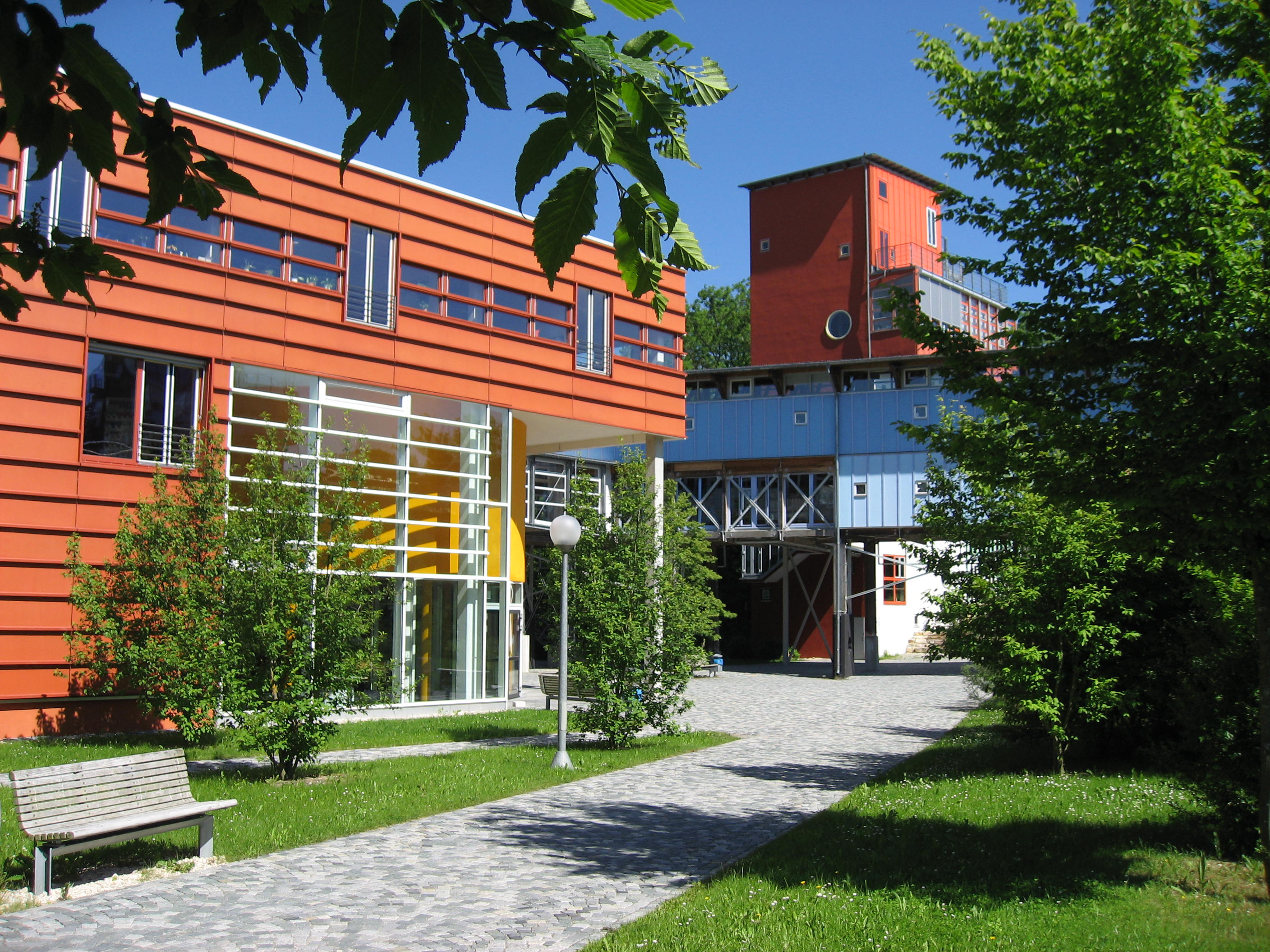
Universität Ulm, Kommunikations- und Informationszentrum (kiz)

## Präsidenten der Universität
- 1967–1969: Ludwig Heilmeyer (1899–1969)
- 1970–1975: Helmut Baitsch (1921–2007)
- 1975–1979: Ernst-Friedrich Pfeiffer (1922–1997)
- 1979–1983: Detlef Bückmann (1927–2024)
- 1983–1991: Theodor M. Fliedner (1929–2015)
- 1991–1995: Wolfgang Pechhold (1930–2010)
- 1995–2003: Hans Wolff (1938–2023)
- 2003–2015: Karl Joachim Ebeling (* 1949)
- seit 2015: Michael Weber (* 1959)

## Fakultäten
- Fakultät für Naturwissenschaften
  - Fachbereich Biologie
  - Fachbereich Chemie
  - Fachbereich Physik
- Fakultät für Mathematik und Wirtschaftswissenschaften
- Medizinische Fakultät
- Fakultät für Ingenieurwissenschaften, Informatik und Psychologie

## Zentrale wissenschaftliche Einrichtungen

### Department für Geisteswissenschaften
Da die Universität Ulm über keine geisteswissenschaftliche Fakultät verfügt, sind Forschung und Lehre auf dem Gebiet der Philosophie, der Sprachen, der Philologie, der fachübergreifenden Schlüsselqualifikationen, der Kulturwissenschaft und der allgemeinen wissenschaftlichen Weiterbildung in einem fakultätsübergreifenden Department für Geisteswissenschaften zusammengefasst. Zum Department gehören die folgenden Einrichtungen der Universität Ulm:
- Humboldt-Studienzentrum für Philosophie und Geisteswissenschaften (HSZ)
- Zentrum für Allgemeine Wissenschaftliche Weiterbildung (ZAWiW)
- Zentrum für Sprachen und Philologie (ZSP)
- Musisches Zentrum (MUZ)

### School of Advanced Professional Studies (SAPS)
Die School of Advanced Professional Studies (SAPS) ist das gemeinsame Zentrum für berufsbegleitende wissenschaftliche Weiterbildung an der Universität Ulm und der Technischen Hochschule Ulm. Die SAPS besteht seit 2011 als Weiterbildungseinrichtung. Die SAPS organisiert weiterbildende Studiengänge, Diploma of Advanced Studies, Certificates of Advanced Studies und Microcredentials aus dem Themenspektrum von Universität Ulm und der Technischen Hochschule Ulm.
Die Aufgaben der School of Advanced Professional Studies sind:
- die Bündelung, Koordinierung und Unterstützung der bisherigen Angebote der Universität und der Technische Hochschule im Bereich der berufsbezogenen wissenschaftlichen Weiterbildung
- die Planung und Durchführung neuer berufsbegleitender Bachelor- und Masterstudiengänge und neuer Weiterbildungsangebote
- die Entwicklung didaktischer Konzepte und des Instruktionsdesigns für weiterbildende Studiengänge
- die Qualitätssicherung von berufsbegleitenden Bachelor- und Masterstudiengängen und Weiterbildungsangeboten
- die Durchführung von Kooperationen mit außeruniversitären Einrichtungen der Weiterbildung und der Industrie

Die SAPS ist zertifiziert mit den Qualitätssiegel für die wissenschaftliche Weiterbildung der evalag.

### Sonstige Einrichtungen
- Zentrale Einrichtung Elektronenmikroskopie
- Institut für Molekulare Medizin
- International Graduate School in Molecular Medicine Ulm

## Zentrale Betriebseinrichtungen

### Botanischer Garten
Der Botanische Garten der Universität Ulm wurde 1981 gegründet und ist mit einer Fläche von rund 28 Hektar einer der größten Botanischen Gärten Deutschlands. Er grenzt südöstlich an den Campus und erstreckt sich über Teile des Eselsbergs und des Lehrer Tals. Zum Botanischen Garten gehören unter anderem mehrere Gewächshäuser (Berg- und Tieflandregenwald), der Neue Apothekergarten, das Grüne Klassenzimmer und seit dem Sommer 2013 auch ein Biergarten am Botanicum. Der Eintritt für Studierende ist kostenlos.

### Kommunikations- und Informationszentrum
Das Kommunikations- und Informationszentrum (kiz) ist der zentrale Dienstleister der Universität für Bibliotheks-, IT- und Medien-Dienste der Universität Ulm. Im Jahr 2002 ging das kiz aus den bis dahin eigenständigen zentralen Einrichtungen Bibliothek, Rechenzentrum, Zentrale für Photo, Grafik und Reproduktion, Sprachkommunikation und Medientechnik hervor.

### Sonstige Einrichtungen
- Tierforschungszentrum
- Wissenschaftliche Werkstatt Elektronik

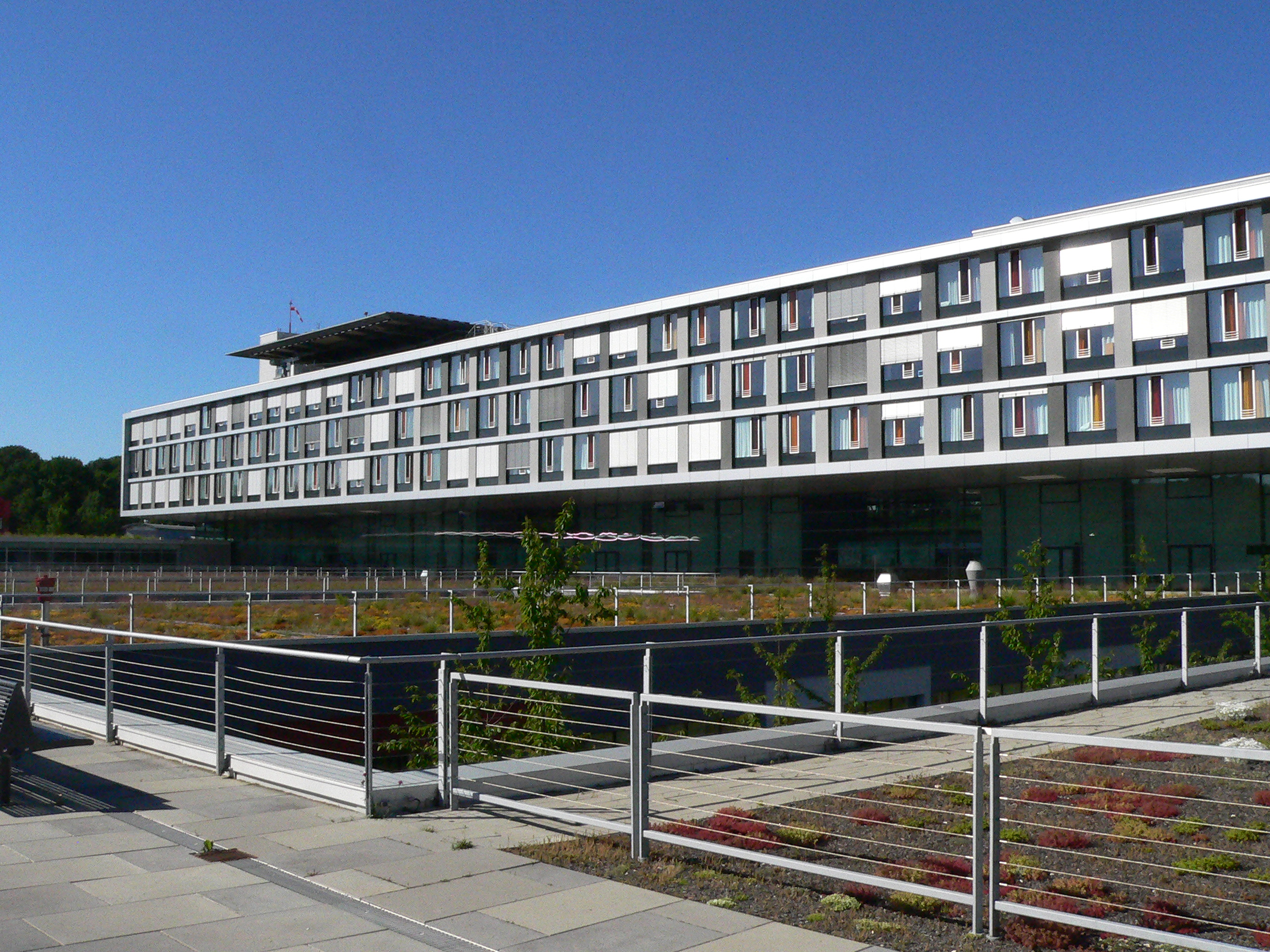
Universitätsklinikum Ulm, Zentrum für Chirurgie

- Wissenschaftliche Werkstatt Feinwerktechnik

## Universitätsklinikum
Am Universitätsklinikum Ulm findet die unmittelbare und mittelbare Krankenversorgung sowie – in enger Zusammenarbeit mit der Medizinischen Fakultät – die Ausbildung von Studierenden der Studiengänge Humanmedizin, Zahnmedizin und Molekulare Medizin statt. Das Klinikum umfasst 29 Kliniken mit rund 1.100 Betten und 13 Institute und beschäftigt rund 6000 Mitarbeiter. Jährlich werden rund 43.000 Patienten behandelt. Ein Hauptschwerpunkt des Universitätsklinikums Ulm liegt in der Behandlung und Erforschung von Tumorerkrankungen. Das dazu eingerichtete Comprehensive Cancer Center Ulm (CCCU) hat einen weit überregionalen Einzugsbereich.

## Tagungs- und Begegnungsstätten

### Wissenschaftszentrum Schloss Reisensburg

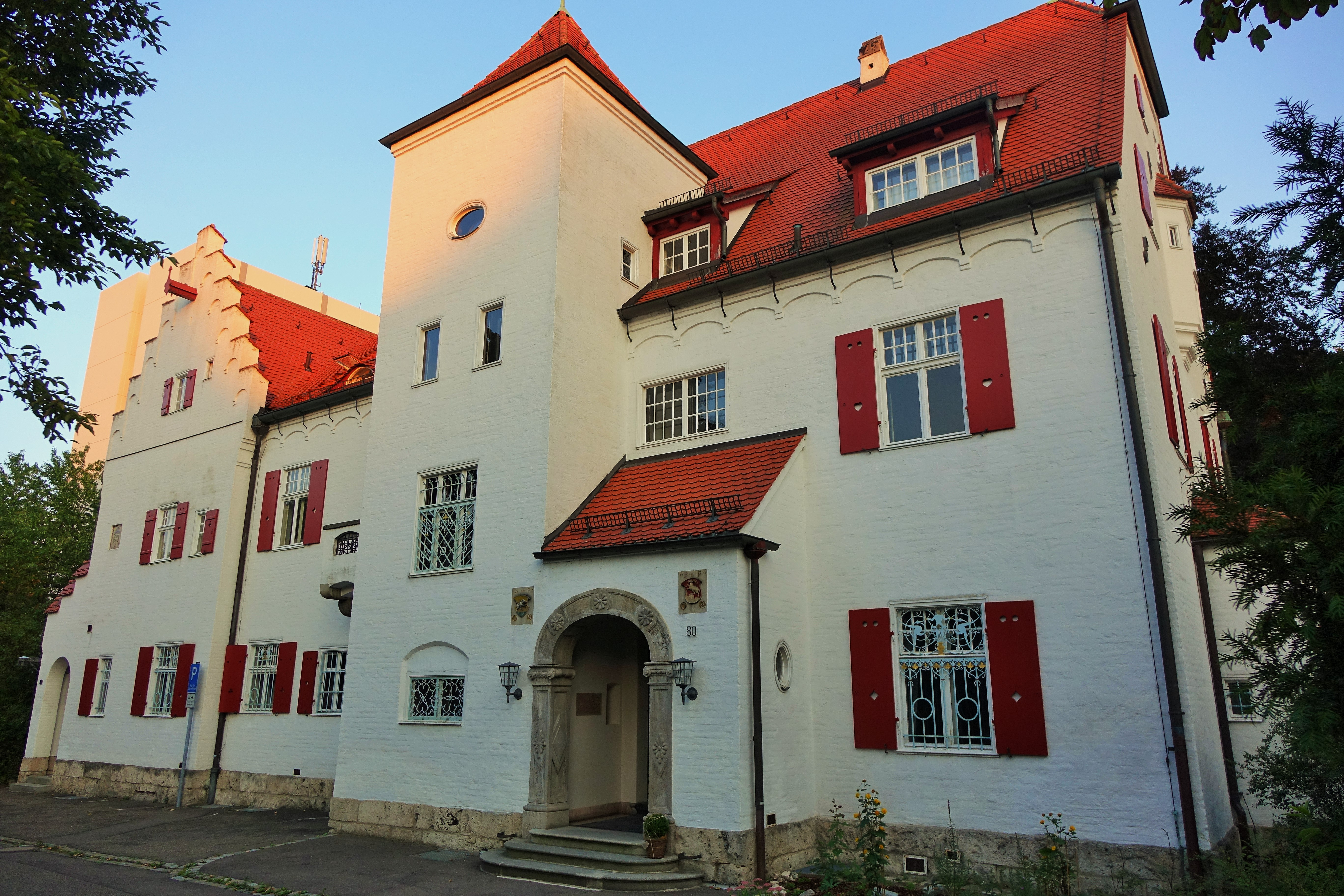
Villa Eberhardt auf dem Ulmer Safranberg

Das Wissenschaftszentrum Schloss Reisensburg ist eine Tagungs- und Konferenzstätte der Universität Ulm in der Nähe von Günzburg. Die Leitung untersteht dem ehemaligen Ärztlichen Direktor der Klinik für Innere Medizin II des Universitätsklinikums Ulm, Vinzenz Hombach. Das Gebäude ist auch für externe Veranstaltungen und Unternehmen nutzbar. Das Schloss gehört seit 1997 zur Universität.
Schloss Reisensburg liegt abgeschieden auf einer idyllischen Anhöhe bei Günzburg. Als eine unselbständige Stiftung im Körperschaftsvermögen der Universität Ulm fördert es die wissenschaftliche Zusammenarbeit auf regionaler, nationaler und internationaler Ebene, die Zusammenarbeit universitärer und außeruniversitärer Einrichtungen, den Wissenstransfer in Aus-, Fort- und Weiterbildung, den Dialog zwischen Wissenschaft, Wirtschaft, Politik und Verwaltung.

### Villa Eberhardt
Die Villa Eberhardt, der ehemalige Wohnsitz der Ulmer Fabrikantenfamilie Eberhardt auf dem Safranberg, wurde der Universität von der Stadt Ulm zu ihrem 20-jährigen Jubiläum 1987 überlassen und dient als wissenschaftliche Begegnungsstätte und Gästehaus der Universität Ulm. Im Erdgeschoss ist ein großer Rittersaal untergebracht, der für Veranstaltungen und Tagungen gebucht werden kann; im ersten Obergeschoss befinden sich Büros und Seminarräume, im zweiten Obergeschoss mehrere Gästezimmer.

## Studium und Lehre

### Studiengänge
Insgesamt gibt es an der Universität Ulm  66 Studiengänge an 4 . Zu den größten zulassungsbeschränkten Studiengängen bezogen auf die Studienplätze pro Jahr gehört der Studiengang Medizin (325), die Bachelorstudiengänge Wirtschaftswissenschaften (200) und Psychologie (150) sowie die Masterstudiengänge Wirtschaftswissenschaften (125) und Psychologie (102).
| Ingenieurwissenschaften, Information und Psychologie               | Mathematik und Wirtschaftswissenschaften              | Medizin                                                            | Naturwissenschaften                                                                                                   |
| ------------------------------------------------------------------ | ----------------------------------------------------- | ------------------------------------------------------------------ | --- |
| Informationssystemtechnik (B.Sc. / M.Sc.)                          | Wirtschaftswissenschaften (B.Sc. / M.Sc. / Lehramt)   | Humanmedizin (Staatsexamen)                                        | Biologie (B.Sc. / M.Sc. / Lehramt)                                                                                    |
| Elektrotechnik und Informationstechnologie (B.Sc. / M.Sc.)         | Wirtschaftsmathematik (B.Sc. / M.Sc.)                 | Zahnmedizin (Staatsexamen)                                         | Biochemie (B.Sc. / M.Sc. / Lehramt)                                                                                   |
| Informatik (B.Sc. / M.Sc. / Lehramt)                               | Mathematik (B.Sc. / M.Sc. / Lehramt)                  | Molekulare Medizin (B.Sc. / M.Sc. / PhD)                           | Pharmazeutische Biotechnologie (M.Sc.)                                                                                |
| Medieninformatik (B.Sc. / M.Sc.)                                   | Mathematische Biometrie (B.Sc. / M.Sc.)               | Molecular and Translational Neuroscience (M.Sc., englischsprachig) | Industrielle Biotechnologie (M.Sc.)                                                                                   |
| Software Engineering (B.Sc. / M.Sc.)                               | Computational Science and Engineering (B.Sc. / M.Sc.) | Advanced Oncology (M.Sc., englischsprachig, berufsbegleitend)      | Chemie (B.Sc. / M.Sc. / Lehramt)                                                                                      |
| Künstliche Intelligenz (M.Sc.)                                     | Finance (M.Sc., englischsprachig)                     |                                                                    | Wirtschaftschemie (B.Sc. / M.Sc.)                                                                                     |
| Cognitive Systems (M.Sc., englischsprachig)                        | Nachhaltige Unternehmensführung (M.Sc.)               |                                                                    | Chemieingenieurwesen (B.Sc. / M.Sc.)                                                                                  |
| Psychologie (B.Sc. / M.Sc.)                                        | Business Analytics (M.Sc., berufsbegleitend)          |                                                                    | Energy Science and Technology (M.Sc., englischsprachig)                                                               |
| Communication and Information Technology (M.Sc., englischsprachig) | Aktuarwissenschaften (M.Sc., berufsbegleitend)        |                                                                    | Physik (B.Sc. / M.Sc. / Lehramt)                                                                                      |
| Sensorsystemtechnik (M.Sc., berufsbegleitend)                      |                                                       |                                                                    | Wirtschaftsphysik (B.Sc. / M.Sc.)                                                                                     |
| Biomedizinische Technik (B.Sc. / M.Sc.)                            |                                                       |                                                                    | Biophysics (M.Sc., englischsprachig)                                                                                  |
| Instruktionsdesing (M.Sc., berufsbegleitend)                       |                                                       |                                                                    | Biopharmazeutisch-Medizintechnische Wissenschaften (M.Sc., berufsbegleitend, Kooperation mit der Hochschule Biberach) |
| Computational Science and Engineering (B.Sc. / M.Sc.)              |                                                       |                                                                    | Quantum Engineering (M.Sc.)                                                                                           |

## Studentische Selbstverwaltung

### Studierendenparlament
Mit der Wiedereinführung der Verfassten Studierendenschaft in Baden-Württemberg im Jahr 2012 wurde an der Universität Ulm ein neues Studierendenparlament (StuPa) konstituiert. Das StuPa bildet gemeinsam mit der Studierendenexekutive, dem Fachschaftenrat und den Fachschaften die Studierendenvertretung (StuVe). Das Studierendenparlament fasst wichtige Beschlüsse für die Studierendenschaft und bestimmt die Leitlinien für die Vertretung ihrer Interessen gegenüber der Universität.
Das StuPa setzt sich aus insgesamt elf von der Studierendenschaft aus ihrer Mitte gewählten Mitgliedern, zwei der vier studentischen Mitgliedern des Senats, sechs Vertretern des Fachschaftenrats und einem Mitglied des Promovierendenkonvents zusammen.

### Fachschaftenrat und Fachschaften
Der Fachschaftenrat besteht aus insgesamt 24 gewählten studentischen Mitgliedern, je sechs Vertreter pro Fakultät. Aufgabe ist es, die Arbeit der Fachschaften zu koordinieren und ihre Interessen im Studierendenparlament zu vertreten. Dazu entsendet der FSR sechs Vertreter in das StuPa.
Die Fachschaften vertreten die Studierenden auf der Ebene der Studiengänge. Sie führen unter anderem die Erstsemestereinführungen (ESE) zu Beginn eines neuen Semesters durch. Derzeit existieren an der Universität Ulm zwölf Fachschaften:

### Hochschulgruppen
Die Hochschulgruppen (HSG) wirken bei der Interessensvertretung und der Meinungsbildung der Studierenden sowie bei der Gestaltung des Studienalltags mit, ohne jedoch offiziell Bestandteil der Verfassten Studierendenschaft zu sein.

## Kunst am Bau und Kunstfpad
Im Rahmen der staatlichen Baumaßnahmen auf dem Eselsberg wurden eine Reihe von Kunstobjekten beschafft oder eigene Kunstprojekte realisiert, die mehr oder weniger explizit auf den Genius Loci eingehen. 1970 stellte man die ersten Überlegungen zur Kunst in der Architektur der Universität an, um in den folgenden Jahren auf Vorschlag der Architekten in Abstimmung mit den Nutzern und der Kunstkommission Baden-Württemberg 15 bedeutende Werke anerkannter zeitgenössischer Künstler in und um die Universität zu realisieren.

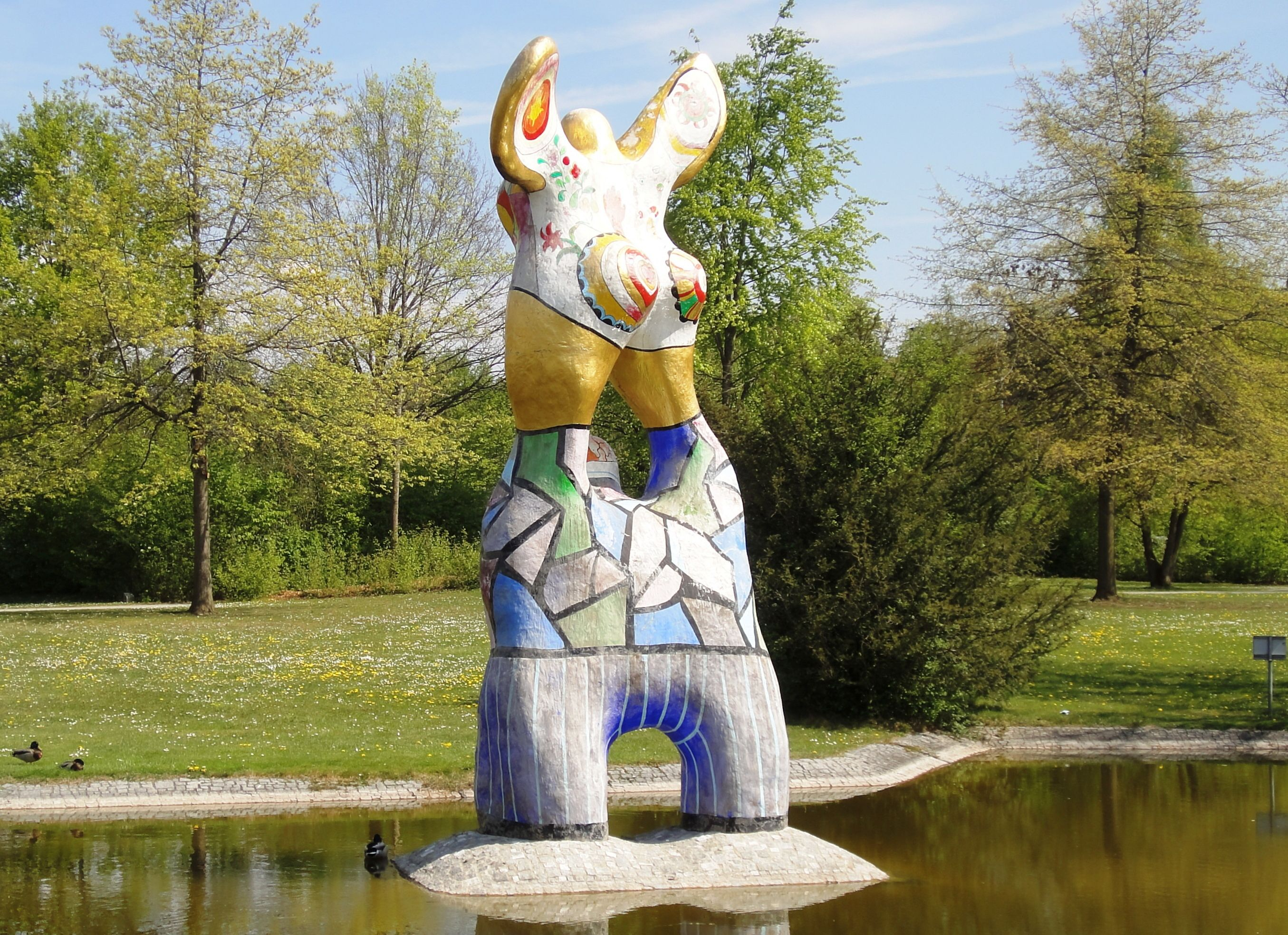
Niki de Saint Phalle (1977): Freiplastik im See
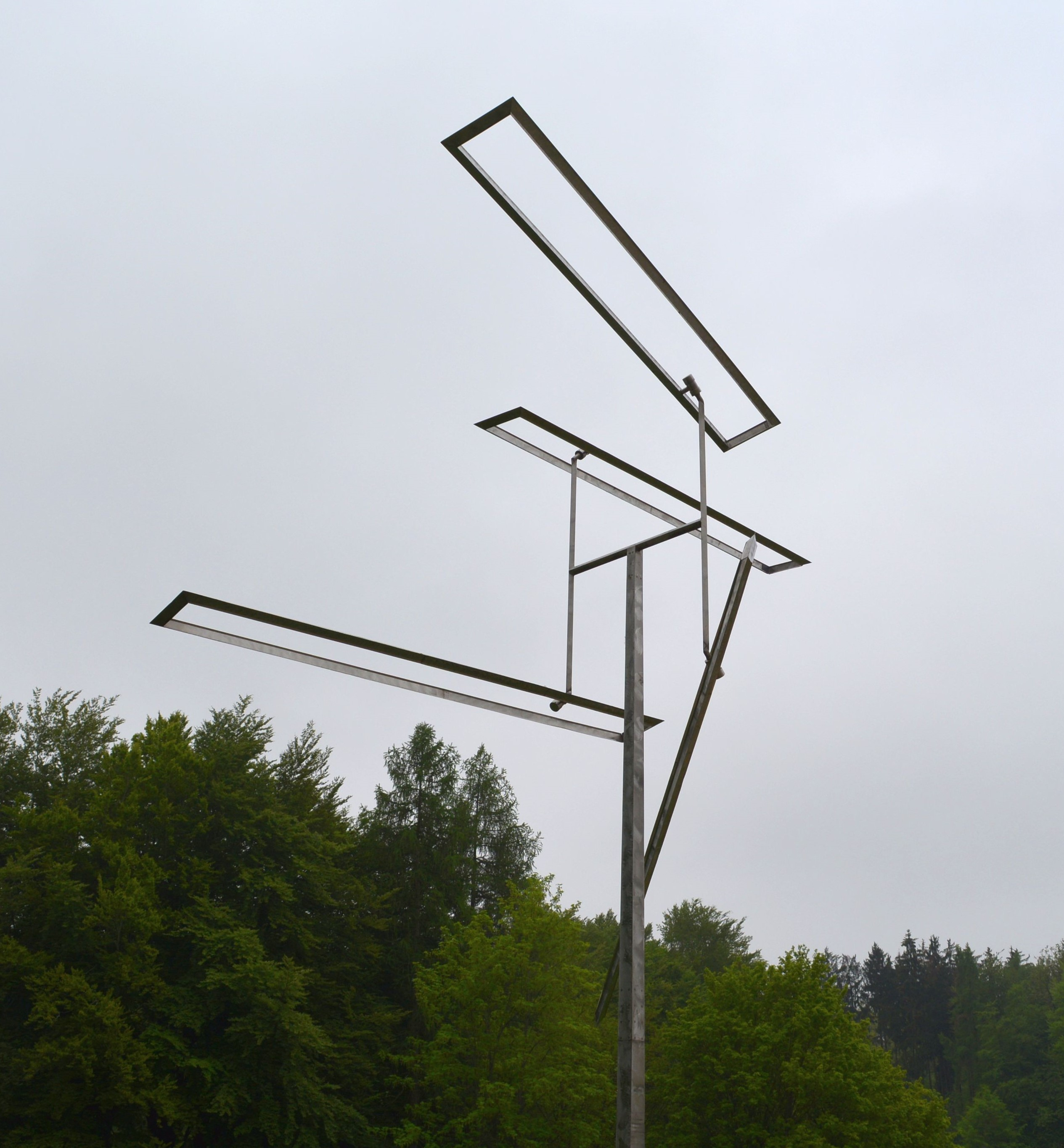
George Rickey (1976): Freiplastik
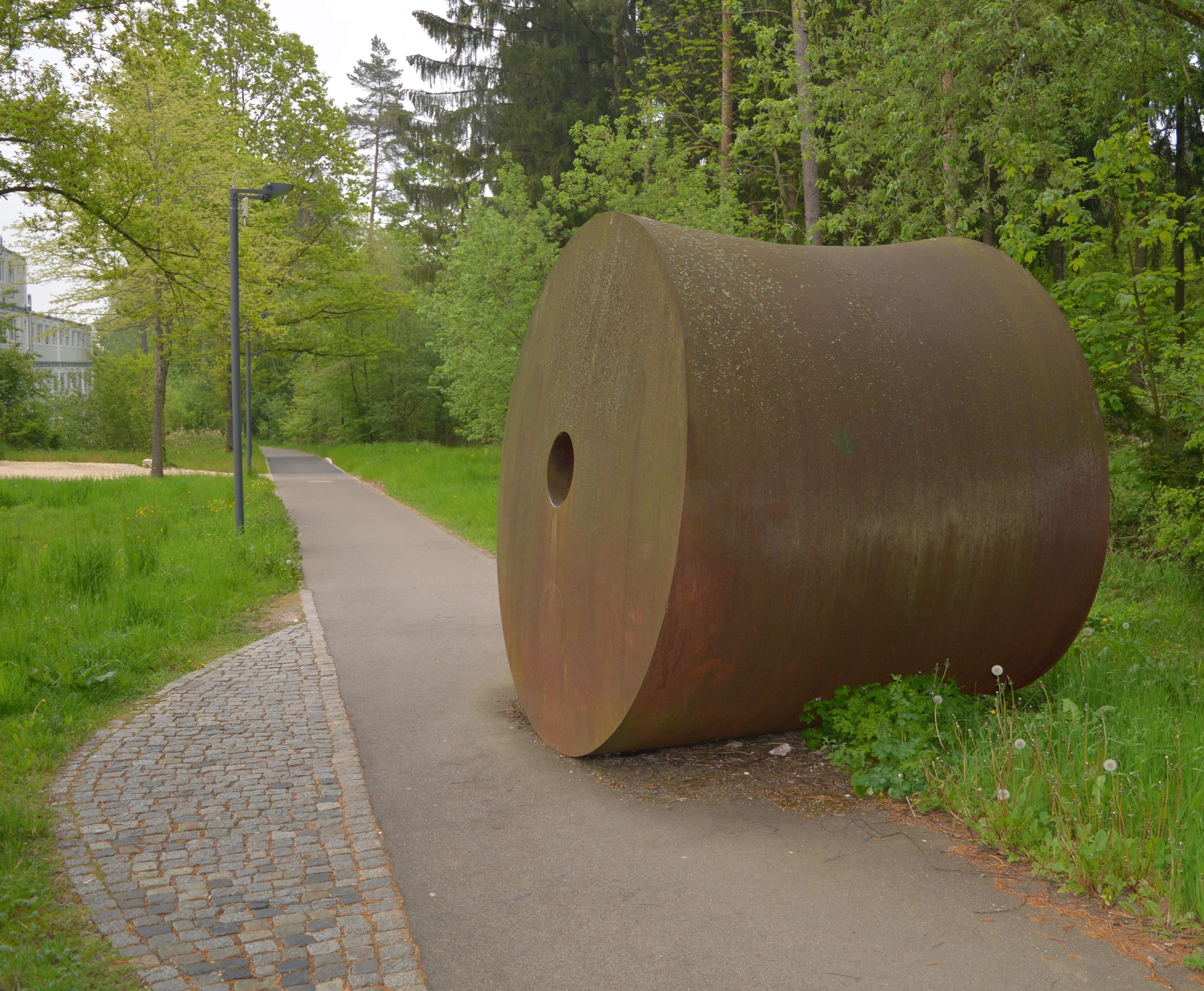
Andrea Zaumseil (1991): Walze
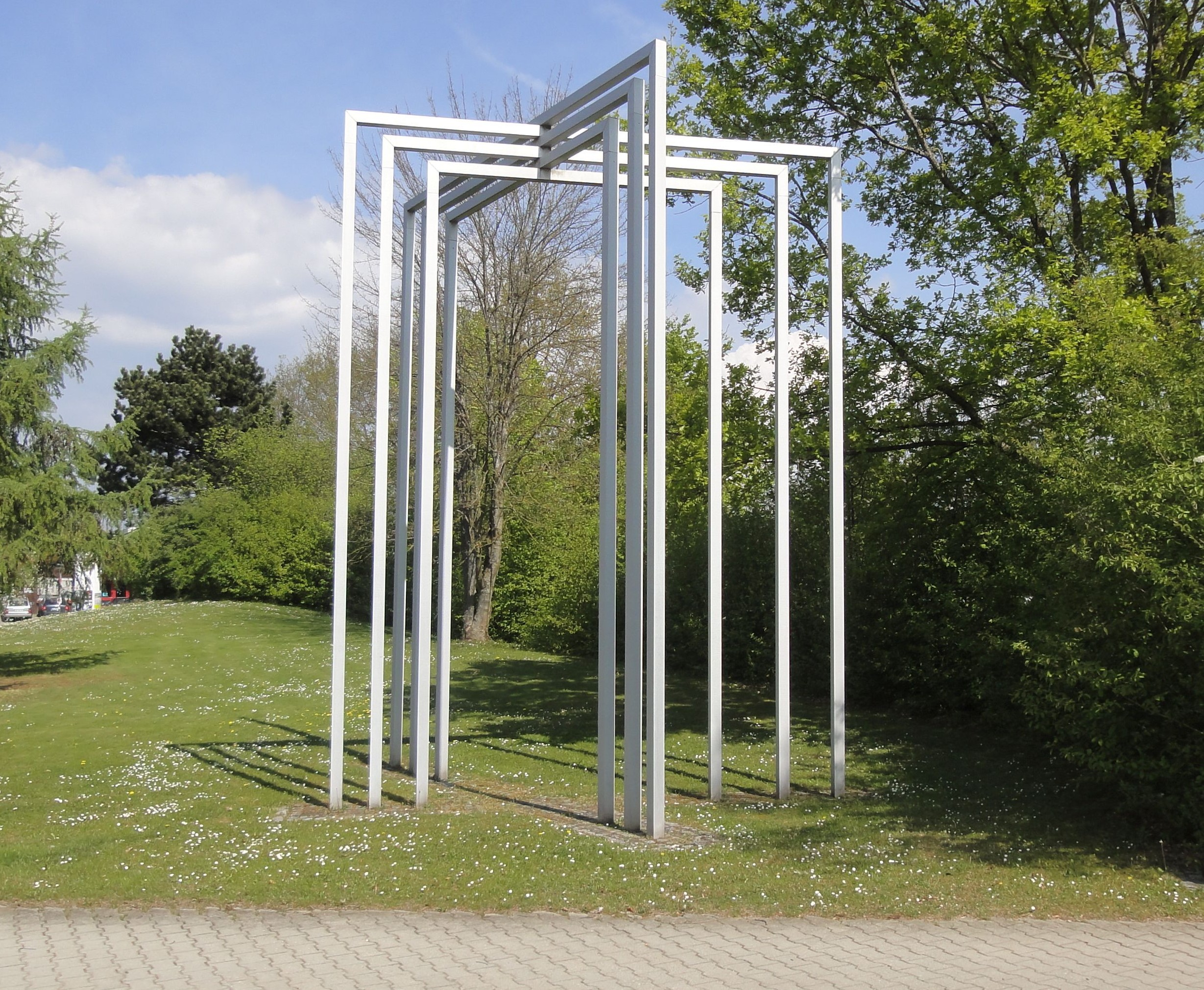
Franz H. Konarkowksi  (1990): Aufgefächertes Portal
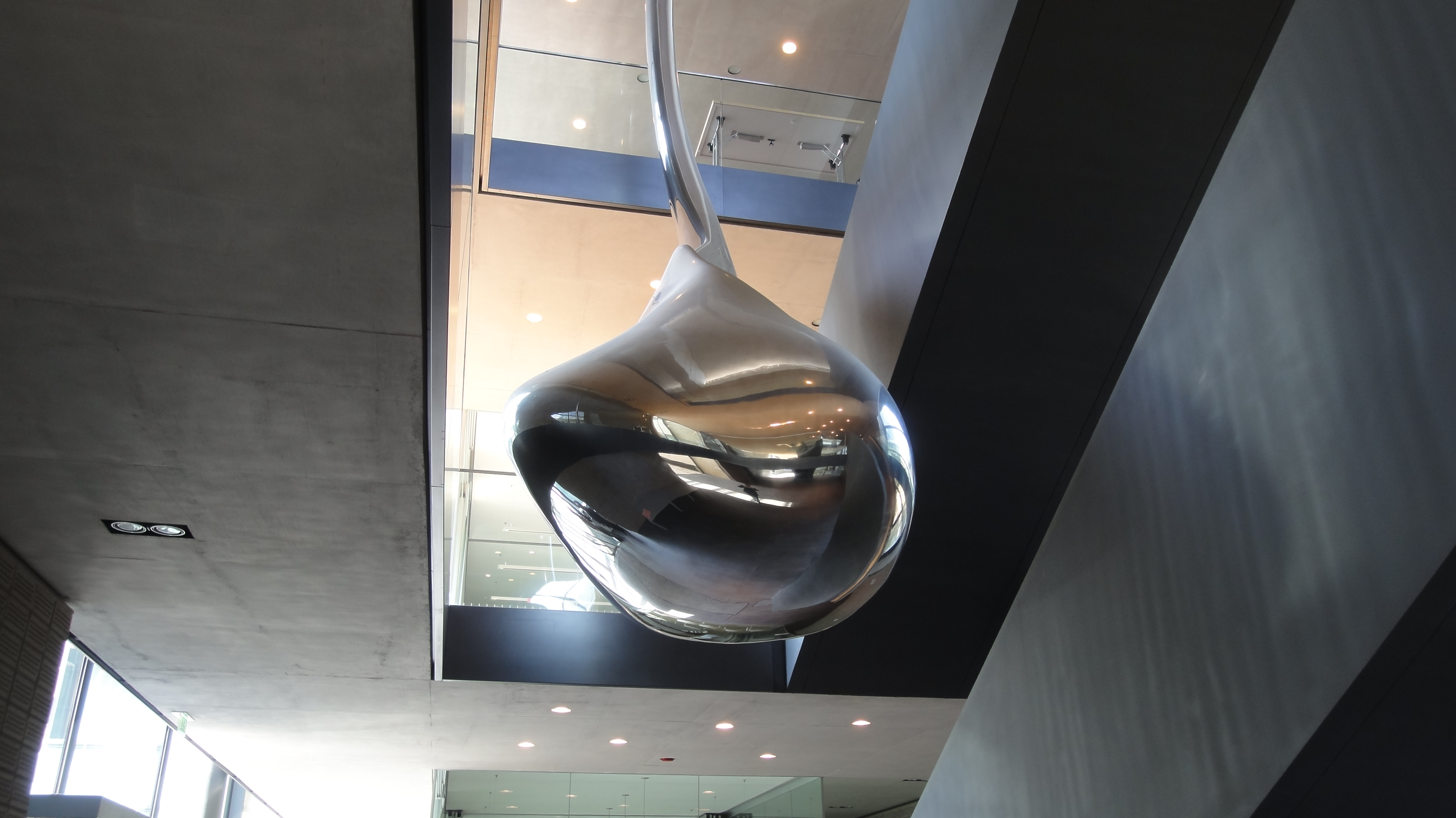
Bruno M. Schmid (2008): AL
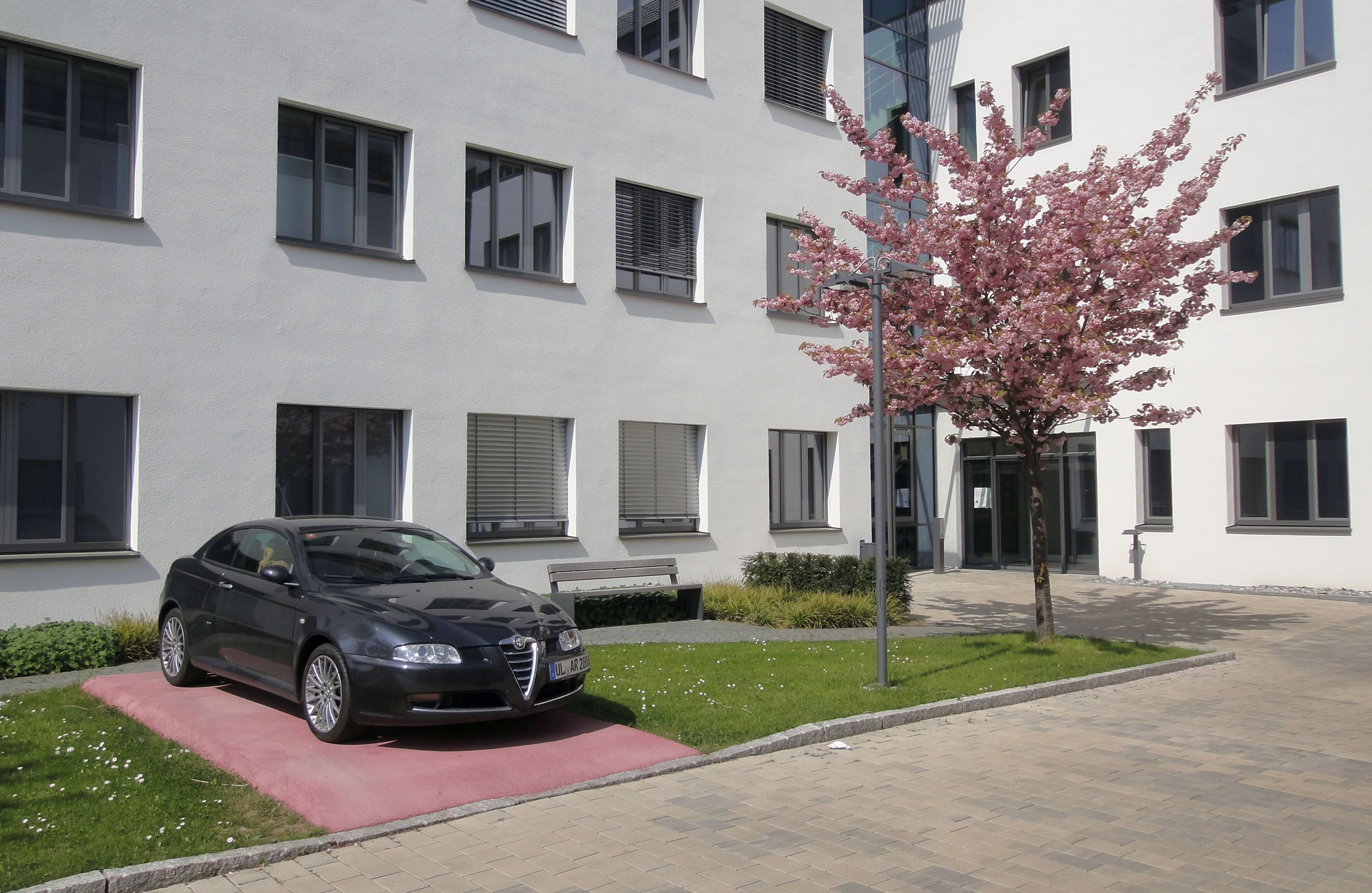
Schirin Kretschmann (2012): you may have a pink cadillac
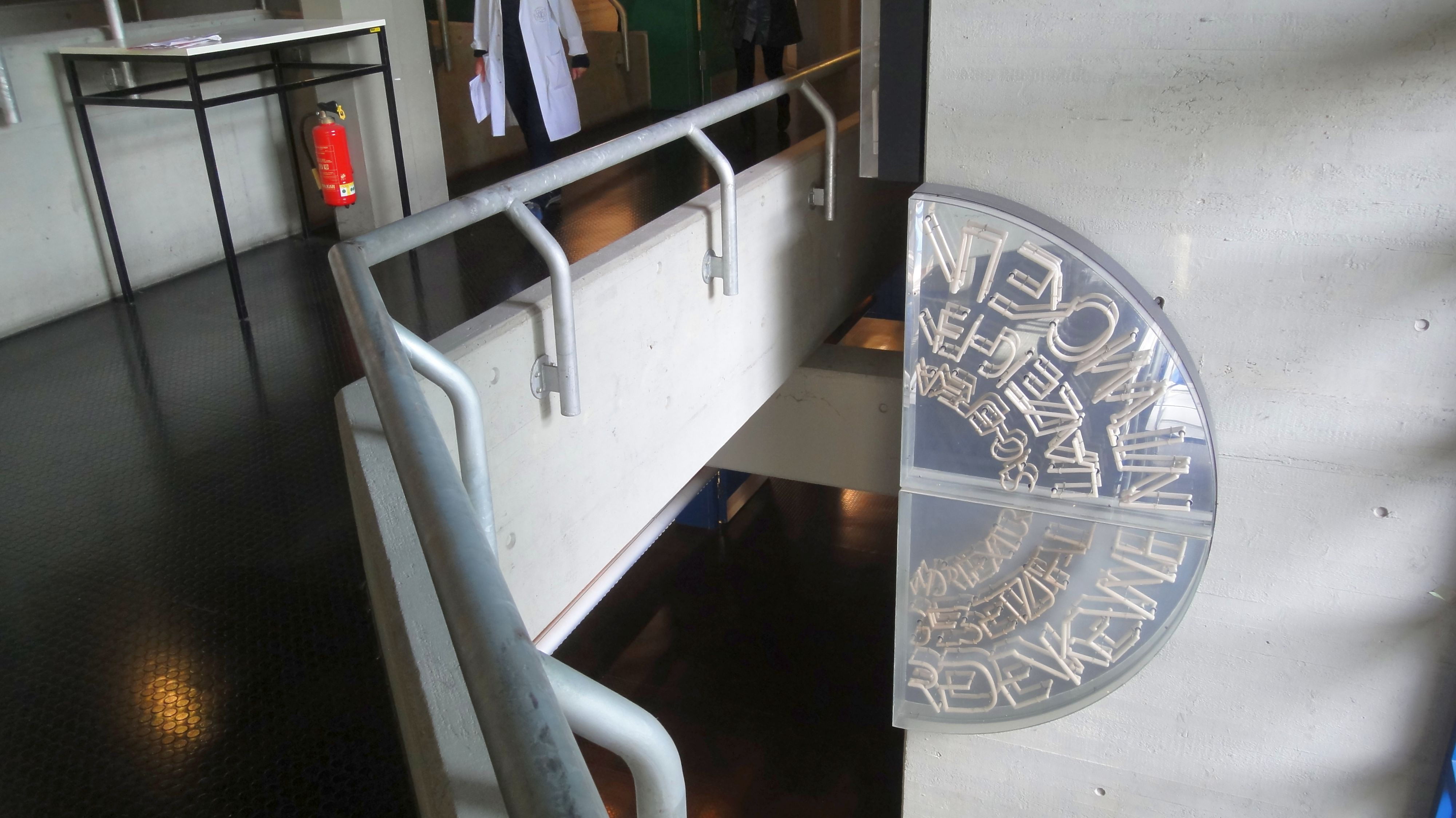
Ferdinand Kriwet (1979): Text Kreis Sequenzen

## Trivia
Der Campus befindet sich auf dem 620 m hohen Oberen Eselsberg. Die Universität Ulm ist damit die höchstgelegene Universität in Deutschland und ist angeschlossen an die höchste Straßenbahnhaltestelle Deutschlands.
Mitten durch den Campus hat der Schwäbische Albverein, in Kooperation mit der Deutschen St. Jakobus-Gesellschaft, den Fränkisch-Schwäbischen Jakobsweg geleitet und markiert, der letztlich als Pilgerweg bis nach Santiago de Compostela in Spanien führt.